# Lauren Wicinski
Lauren Wicinski (15 luglio 1992) è un'ex pallavolista statunitense.
Giocava nel ruolo di schiacciatrice.

## Carriera
La carriera Lauren Wicinski inizia a livello scolastico, vestendo la maglia della Geneva High School per quattro annate. Terminate le scuole superiori, inizia a giocare a livello universitario: entra a far parte della squadra della Northern Illinois University, prendendo parte alla Division I NCAA dal 2010 al 2011, entrando anche nello All-America Third Team nella seconda annata; si trasferisce in seguito alla Michigan State University, restando sempre in Division I e giocandovi nelle annate 2012 e 2013, durante le quali non ottiene grandi risultati con la squadra squadra, ma riceve comunque altri riconoscimenti individuali.
Nella stagione 2014 inizia la carriera professionistica, ingaggiata nella Liga Superior portoricana dalle Gigantes de Carolina; dopo circa due mesi lascia la squadra, non firmando più alcun contratto professionistico.

## Palmarès

### Premi individuali
- 2011 - All-America Third Team
- 2012 - All-America Second Team
- 2012 - Division I NCAA statunitense: Berkeley Regional All-Tournament Team
- 2013 - All-America Second Team